# Jonás Gutiérrez
Jonás Manuel Gutiérrez (n. 5 iulie 1983, Saenz Peña) este un fotbalist argentinian, care evoluează la clubul Deportivo La Coruña.

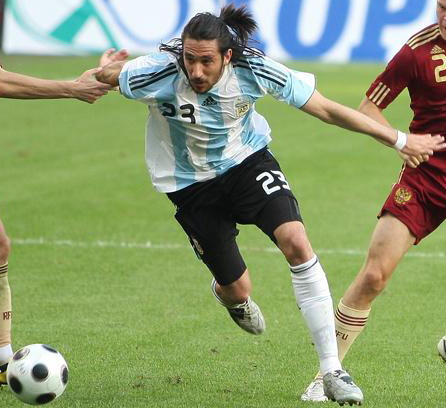
Jonás Gutiérrez jucând pentru Argentina în 2009

## Statistici carieră
| Club                   | Club                   | Club                   | Campionat | Campionat | Cupă         | Cupă         | Cupa Ligii          | Cupa Ligii          | Continental    | Continental    | Total   | Total  |
| Sezon                  | Club                   | Divizia                | Meciuri   | Goluri    | Meciuri      | Goluri       | Meciuri             | Goluri              | Meciuri        | Goluri         | Meciuri | Goluri |
| Argentina              | Argentina              | Argentina              | Campionat | Campionat | Cupă         | Cupă         | Cupa Ligii          | Cupa Ligii          | America de Sud | America de Sud | Total   | Total  |
| ---------------------- | ---------------------- | ---------------------- | --------- | --------- | ------------ | ------------ | ------------------- | ------------------- | -------------- | -------------- | ------- | ------ |
| 2000–01                | Vélez Sársfield        | Primera División       |           |           |              |              |                     |                     |                |                |         |        |
| 2001–02                | Vélez Sársfield        | Primera División       | 17        | 1         |              |              |                     |                     |                |                |         |        |
| 2002–03                | Vélez Sársfield        | Primera División       | 22        | 1         |              |              |                     |                     |                |                |         |        |
| 2003–04                | Vélez Sársfield        | Primera División       | 27        | 0         |              |              |                     |                     | 5              | 0              |         |        |
| 2004–05                | Vélez Sársfield        | Primera División       | 33        | 0         |              |              |                     |                     |                |                |         |        |
| Vélez Sársfield Total  | Vélez Sársfield Total  | Vélez Sársfield Total  | 99        | 2         |              |              |                     |                     | 5              | 0              | 104     | 2      |
| Spania                 | Spania                 | Spania                 | Campionat | Campionat | Copa del Rey | Copa del Rey | Supercopa de España | Supercopa de España | Europa         | Europa         | Total   | Total  |
| 2005–06                | Mallorca               | La Liga                | 30        | 2         | 0            | 0            | 0                   | 0                   | 0              | 0              | 30      | 2      |
| 2006–07                | Mallorca               | La Liga                | 36        | 3         | 2            | 0            | 0                   | 0                   | 0              | 0              | 38      | 3      |
| 2007–08                | Mallorca               | La Liga                | 30        | 0         | 6            | 0            | 0                   | 0                   | 0              | 0              | 36      | 0      |
| Mallorca Total         | Mallorca Total         | Mallorca Total         | 96        | 5         | 8            | 0            | 0                   | 0                   | 0              | 0              | 104     | 5      |
| Anglia                 | Anglia                 | Anglia                 | Campionat | Campionat | FA Cup       | FA Cup       | League Cup          | League Cup          | Europe         | Europe         | Total   | Total  |
| 2008–09                | Newcastle United       | Premier League         | 30        | 0         | 2            | 0            | 1                   | 0                   | 0              | 0              | 33      | 0      |
| 2009–10                | Newcastle United       | Championship           | 37        | 4         | 3            | 0            | 1                   | 0                   | 0              | 0              | 41      | 4      |
| 2010–11                | Newcastle United       | Premier League         | 37        | 3         | 0            | 0            | 2                   | 0                   | 0              | 0              | 39      | 3      |
| 2011–12                | Newcastle United       | Premier League         | 37        | 2         | 2            | 1            | 1                   | 0                   | 0              | 0              | 40      | 3      |
| 2012–13                | Newcastle United       | Premier League         | 34        | 1         | 0            | 0            | 0                   | 0                   | 6              | 0              | 40      | 1      |
| 2013–14                | Newcastle United       | Premier League         | 2         | 0         | 0            | 0            | 0                   | 0                   | 0              | 0              | 2       | 0      |
| Newcastle United Total | Newcastle United Total | Newcastle United Total | 177       | 10        | 7            | 1            | 5                   | 0                   | 6              | 0              | 194     | 11     |
| 2013–14                | Norwich City           | Premier League         | 3         | 0         | 0            | 0            | 0                   | 0                   | 0              | 0              | 3       | 0      |
| Total carieră          | Total carieră          | Total carieră          | 375       | 17        | 15           | 1            | 5                   | 0                   | 11             | 0              | 406     | 18     |

### Goluri internaționale
| #  | Data              | Stadion                            | Oponent | Scor | Rezultat | Competiția |
| -- | ----------------- | ---------------------------------- | ------- | ---- | -------- | ---------- |
| 1. | 11 februarie 2009 | Stade Vélodrome, Marseille, Franța | Franța  | 0–1  | 0–2      | Friendly   |